# Iben Akerlie
Iben Akerlie est une actrice et écrivaine norvégienne, née le 5 mars 1988 à Oslo en Østlandet.

## Biographie

### Enfance et formation
Iben Akerlie est née en 1988 à Oslo en Østlandet. En 2008, elle rentre à l'université d'Oslo, jusqu'en 2011.

### Carrière
En mai 2017, on révèle qu'Iben Akerlie est choisie pour le rôle de Christine, la psychologue, aux côtés de Nat Wolff et l'actrice indienne Priyanka Bose, dans le film Mortal (Torden) d'André Øvredal.

### Vie privée
En 2013, Iben Akerlie rentre en relation amoureuse avec l'acteur norvégien Jakob Oftebro, qu'elle a rencontré en plein tournage Victoria de Torun Lian. En 2017, le couple se sépare,.

## Filmographie

### Longs métrages
- 2002 : Glasskår de Lars Berg : Wendy
- 2013 : Victoria de Torun Lian : Victoria
- 2015 : Dryads - Girls Don't Cry de Sten Hellevig : Henriette
- 2017 : Rett vest de Henrik Martin Dahlsbakken : Vilde
- 2019 : De dødes tjern de Nini Bull Robsahm : Lillian
- 2020 : Mortal (Torden) d'André Øvredal : Christine
- 2020 :  : Gledelig Jul de Henrik Martin Dahlsbakken : Tessa
- 2021 : Prosjekt Z de Henrik Martin Dahlsbakken : Iben / Rebecca

### Courts métrages
- 2003 : Bulle bare bor her de Sirin Eide : Tone
- 2015 : Elephant Skin (Elephanthud) de Rebecca Figenschau : Johanna
- 2015 : In the Sea (Ude i havet) de Sigurd Kølster : Rikke
- 2017 : Don't Tell Me About Your Dreams de Sune Lykke Albinus

### Séries télévisées
- 2015 : Hæsjtægg : Thale
- 2015 : Dag : Vivian (saison 4, épisode 4 : Bacon? Salt of the Earth)
- 2016 : Mammon, la révélation (Mammon) : Amelia Woll (8 épisodes)
- 2017 : Hvor er Thea? : Liv
- 2018 : The Little Drummer Girl : Anna Witgen (3 épisodes)
- 2020 : Norsemen : Reidun (6 épisodes)
- 2020 : Hjerteslag : Celine (2 épisodes)

## Publications
- (no) Lars er LOL, Aschehoug, 2016, 230 p.[5].
- (no) Kjempefesten, Aschehoug, 2019, 118 p.[6].